# Hölloch

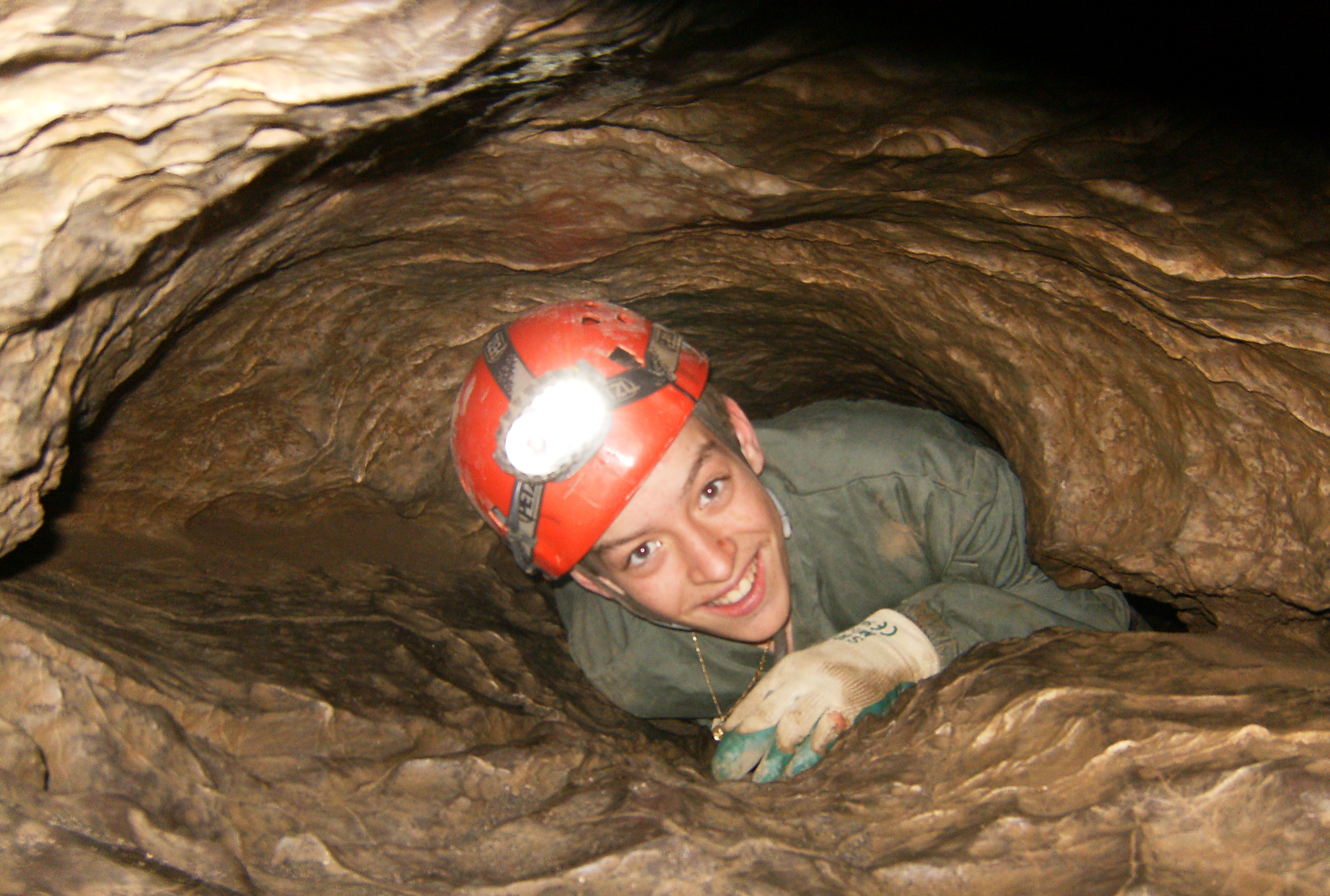
Höllochbesucher im sogenannten Nirvanatest

Das Hölloch (auch in der Schreibweise Höllloch) ist ein Karst-Höhlensystem im Muotatal im Schweizer Kanton Schwyz. Es ist mit bislang über 210 km bekannter Länge das zweitlängste Höhlensystem in Europa und das elftlängste der Welt. Der Eingang des Höllochs befindet sich in Muotathal oberhalb des Weilers Stalden.

## Geschichte
Der Eingang und ein kleiner Teil der Höhle waren den Talbewohnern längst bekannt. Im Jahre 1875 wurde das Hölloch erstmals begangen, und zwar vom Bergbauern Alois Ulrich aus Stalden; systematische Erforschungen setzten ab 1889 ein.
Im Jahre 1905 begann eine belgisch-schweizerische Gesellschaft mit dem touristischen Ausbau der Höhle: Der vorderste Teil der Höhle wurde mit Strom erschlossen und beleuchtet, was für diese Zeit revolutionär war. Es wurden Treppen und Geländer installiert und im Sommer 1906 wurde der erste Teil zur touristischen Nutzung eröffnet. Am 14./15. Juni 1910 zerstörte ein Hochwasser die gesamte vorhandene elektrische Lichtanlage. Die touristische Erschliessung wurde dadurch nach wenigen Jahren durch die Natur wieder beendet. Erst nach dem Zweiten Weltkrieg wurde im Hölloch wieder geforscht; 1949 wurde das erste Biwak errichtet.
1993 pachtete und 1995 kaufte die Trekking Team AG die touristischen Nutzungsrechte am Hölloch. Sie organisiert seither Führungen in der Höhle, die damals auf 172 Kilometer erkundet war. Parallel dazu lief die Forschung weiter. Im Mai 2004 kannte man 190,1 Kilometer Gangsystem im Hölloch.
Die offiziellen Vermessungswerte der Arbeitsgemeinschaft Höllochforschung (AGH) erreichten im Jahre 2012 erstmal eine gesamte Länge von über 200 km. Die aktuelle vermessene Höhlenlänge beträgt 210,229 km und die Höhendifferenz ist 1033 Meter (Stand November 2022). Das Hölloch ist sehr gut erforscht, und es gibt im begehbaren (trockenen) Bereich kaum noch unerforschte Seitenarme.

## Aufbau der Höhle

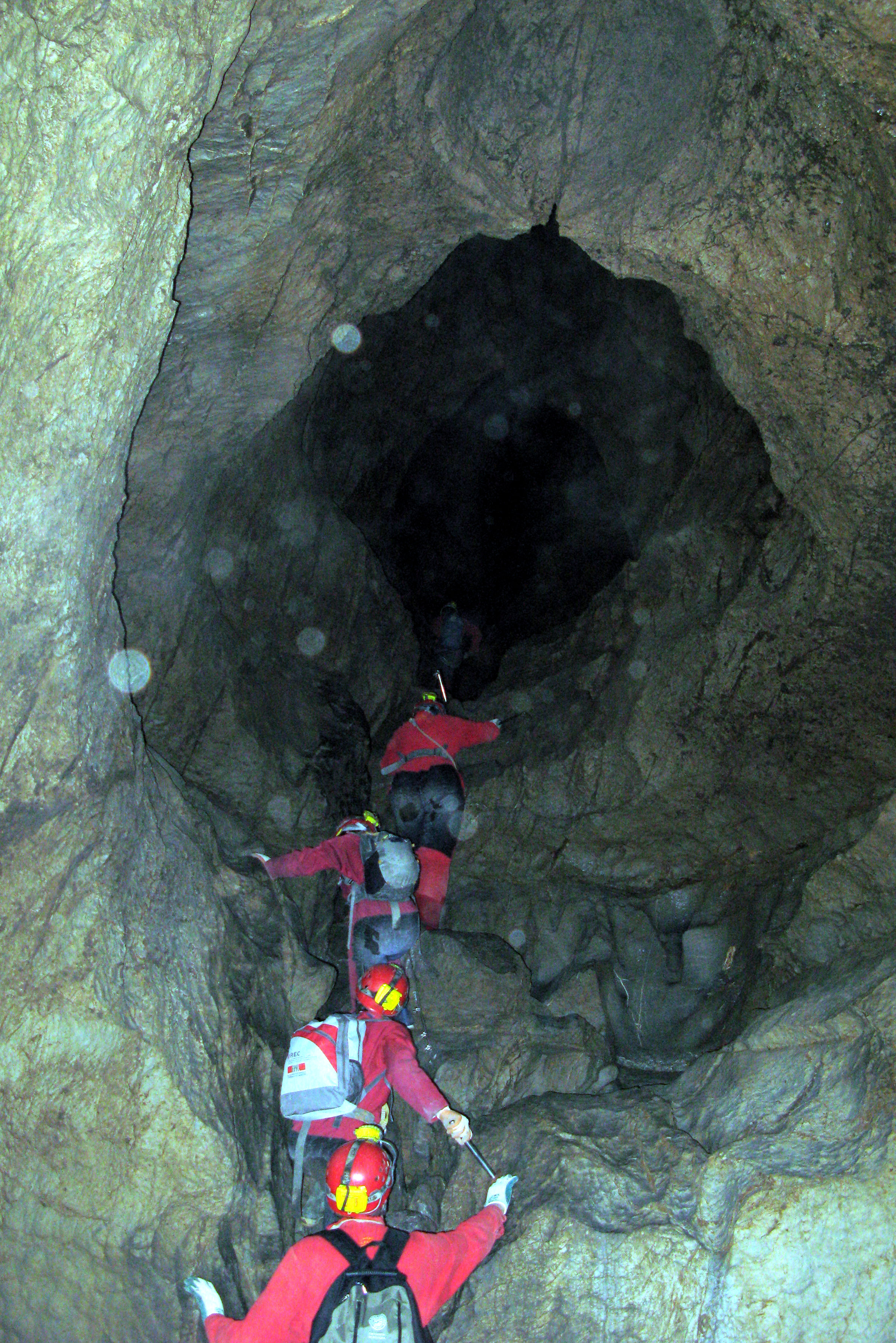
Höhlenforscher im Hölloch

Das Hölloch besteht grob gesehen aus drei Ebenen, wobei die unterste Ebene grösstenteils unter dem Karstwasserspiegel liegt und daher mit Wasser gefüllt ist. Bedingt durch die geologischen Gesteinsschichten fallen die Gänge in der Regel gegen Norden ab und es gibt nur wenige Gänge, die waagrecht verlaufen.
Mehrfach wurden Höhlenforscher von eindringendem Wasser überrascht und für einige Tage eingeschlossen. Seit 1980 wurden vier weitere Eingänge entdeckt (bzw. geöffnet). Daher können seitdem Eingeschlossene z. B. von einem oben liegenden Eingang erreicht werden. Der Zugang ist jedoch sehr anspruchsvoll und nicht als Rettungsausgang geeignet. Zudem sind in diversen Biwaks Lebensmittelvorräte vorhanden, mit deren Hilfe sich mehrere Personen ein paar Tage versorgen können, das sogenannte Dom-Biwak für Touristentouren und mehrere Forschungsbiwaks für die Höhlenforscher. Dazu kommt, dass die Wassersituation im Hölloch besser bekannt ist und gerade bei touristischen Führungen versucht wird, Risiken zu vermeiden.
Wer einen bisher unbekannten Gang oder Raum entdeckt hat, ist berechtigt, diesen zu benennen. Häufig werden Namen verwendet, die spezielle Eigenheiten dieses Ortes wiedergeben. So gibt es etwa den Schlangengang oder den Rittersaal. In der Anfangszeit der Erforschung wurden auch Gänge nach dem Entdecker benannt.

## Aktuelle Forschung
Das Wasser findet den Weg vom Silberensystem ins Hölloch. Könnten die Höhlenforscher diese Verbindung bestätigen, so würde das Hölloch um einen Schlag um 38 km anwachsen. Im Moment scheint das Finden dieser Verbindung jedoch nicht absehbar. Damit die Höhlen offiziell als verbunden gelten, müsste ein begehbarer Gang entdeckt werden. Auch hydrologisch wird viel geforscht, um das Hölloch und die Wege des Wassers immer besser kennenzulernen. Dank mehrerer Messstationen in der Höhle, auf der Oberfläche und bei der wichtigsten Quelle «Schlichenden Brünnen» konnte die Wassersituation im Hölloch bis zum grossen Hochwasser vom Sommer 2005 ziemlich gut beurteilt werden. Seither hat sich das Wasserverhalten verändert, und die bis im Sommer 2005 geltenden Erfahrungswerte sind heute nicht mehr vorbehaltlos gültig. Prinzipiell sind Höhlenbefahrungen oder Expeditionen mit den nötigen Vorsichtsmassnahmen nicht gefährlicher geworden, aber man muss das Verhalten des Wassers nun wieder über einen längeren Zeitraum beobachten, um neue Erfahrungswerte zu sammeln.
Als zweitlängstes Höhlensystem in der Schweiz zählt derzeit die Siebenhengste-Hohgant-Höhle.

## Tierfunde
Häufig werden in grossen Höhlensystemen neue Tierarten gefunden. So wurde 2010 im Hölloch der rund drei Millimeter grosse, braun-weisse Pseudoskorpion Pseudoblothrus infernus entdeckt. Das weder den Spinnen noch den Skorpionen zugeordnete Tier ist mit zwei Greifzangen und einer Giftdrüse ausgestattet.

## Name
Zum Namen Hölloch gibt es verschiedene Erklärungsansätze. Der Höhlenforscher Alfred Bögli leitete den Namen von alemannisch hääl «schlüpfrig, glatt» ab. Die Muotataler Lokalbevölkerung spricht den Namen des Höllochs allerdings Helloch aus, was auf einen Zusammenhang mit älter schweizerdeutsch Hell «Höhle, Hölle» hinweist. Tatsächlich kommt Hell als Örtlichkeitsname sehr häufig vor und bezeichnet oft einen «schauerlichen», abgelegenen Ort. Die in unmittelbarer Nachbarschaft zum Hölloch liegenden Örtlichkeitsnamen Hellbach und Helltobel finden sich denn auch schon 1501 beziehungsweise 1639 urkundlich bezeugt.